# Tontitown
Tontitown é uma cidade localizada no estado americano de Arkansas, no Condado de Washington.

## Demografia
Segundo o censo americano de 2000, a sua população era de 942 habitantes.
Em 2006, foi estimada uma população de 1630, um aumento de 688 (73.0%).

## Geografia
De acordo com o United States Census Bureau, a localidade tem uma área de 18,2 km², sem área coberta por água.

## Localidades na vizinhança
O diagrama seguinte representa as localidades num raio de 16 km ao redor de Tontitown.